# 40女と90日間で結婚する方法
『40女と90日間で結婚する方法』（よんじゅうおんなときゅうじゅうにちかんでけっこんするほうほう）は、携帯電話専門放送局「BeeTV」にて2009年5月1日より配信されたテレビドラマ。放送時間は各10分。全12回。

## 概要
美容師であるアラフォーの独身女の前に、23歳のイケメンサラリーマンが現れる。「結婚を前提に付き合って｣と告白され、ちょっと変わった恋がスタートする恋愛コメディ。
配信完了後、2009年12月30日23:30 - 翌1:20にフジテレビ系列、2019年3月3日にTOKYO MX2にて再編集版が放映された。携帯電話専門放送局で配信されたドラマが地上波で放送されるのは本作が初となる。2009年の初視聴率は9.2%。
2010年4月23日に、再編集版がDVDソフトとして発売・レンタルされる。

## キャスト
- 大庭琴音（カリスマ美容師）：飯島直子
- 早坂翔（広告代理店「電宝堂」プロモーション事業局勤務のサラリーマン）：市原隼人
- 陽子（琴音の友人）：杉田かおる
- 高田（翔の行き付けのバー「FreeZe」のマスター）：宮地大介
- 梶タケル（琴音の同僚）：松川貴弘
- 熊山（翔の同僚）：宮成竜二（第2話）
- 希良李（琴音の後輩。エンドロールでは「希良李」だが、名札は「貴良李」）：上原美優
- 美里（琴音の後輩）：山口景子
- ユウジ（高田の弟）：辰巳裕二
- 可奈（翔の二股相手）：高橋ひとみ
- 美容室の女性客：市川千恵子（第1話）
- 美容室の女性客：下村恵里（第1話）
- 早坂翔の上司：本田清澄（第2話、第12話）
- やきとん「秋元屋」の主人：卜部たかお（第3話）
- やきとん「秋元屋」の客：田中允貴（第3話）
- 美容室の女性客：三浦真理子（第7話）
- 美容室「Bivo」の店長：徳永淳（第7話）
- ファッション雑誌の記者：丸山瑠真（第9話）
- 三上（早坂翔の父）:八幡朋昭（第9話、第11話）
- ファッション雑誌のモデル：アンナ・リー（第9話）
- そば屋に現れた謎の老婆：森康子（第10話、第11話）

## スタッフ
- 脚本・プロデュース：栗原美和子
- 演出：光野道夫
- 主題歌：木山裕策『永遠』
- 技術協力：エスブイエス、ビデオスタッフ
- 編集：バウムレーベン
- 制作：フジテレビジョン
- 製作：BeeTV

## サブタイトル
| 各話   | サブタイトル     |
| ------ | ---------------- |
| 第1話  | ターゲット       |
| 第2話  | 急激アプローチ   |
| 第3話  | ファーストデート |
| 第4話  | ファーストピンチ |
| 第5話  | 急接近           |
| 第6話  | 疑惑             |
| 第7話  | プライド         |
| 第8話  | 明かされる秘密   |
| 第9話  | 誤算             |
| 第10話 | 決別             |
| 第11話 | 最後の掛け       |
| 第12話 | ハプニング       |

## 書籍
- 40女と90日間で結婚する方法（栗原美和子著、2009年9月28日発売、幻冬舎、ISBN 978-4-344-01733-7）